# Remarques sur la langue française
Remarques sur la langue françoise, utiles à ceux qui veulent bien parler et bien escrire (pol. „Uwagi o języku francuskim, przydatne dla tych, którzy chcą dobrze mówić i dobrze pisać”) – pochodząca z 1647 roku książka na temat gramatyki francuskiej autorstwa Claude’a Favre’a de Vaugelas.
Dzieło przedstawia wiedzę na temat języka francuskiego, porusza takie zagadnienia, jak: leksyka, morfologia, ortografia, syntaksa, styl i wymowa.
Jest to pionierskie dzieło w dziedzinie standaryzacji języka francuskiego, stanowi ważne źródło dla badaczy historii języka francuskiego, szczególnie XVII wieku.
Książka doczekała się wielokrotnych wznowień.